# Onthophagus janthinus
Onthophagus janthinus là một loài bọ cánh cứng trong họ Bọ hung (Scarabaeidae).